# Стећци Војводе Момчила
Стећци Војводе Момчила је историјски споменик у околини Теслића, у насељу Врућица, у засеоку Бркића Поток. Споменик представљају три средњовјековна стећка, који се налазе на врху мањег бријега на југозападној падини брда Стражбеница, обраслог шумарком.
Међу локалним становништвом се називају стећцима Војводе Момчила, мада није доказано да је на тим просторима владао или постојао икакав Момчило или икакав војвода. За три стећка се сматра да су надгробни споменици „Војводе Момчила“, његове супруге и њиховог дјетета.
Иако није утврђено да је икакав Војвода Момчило владао тим крајем, у периоду послије рата у Босни и Херцеговини, када су преименоване старе улице и додјељивана имена новим, једна улица у врућичким пољима носи назив Улица Војводе Момчила.
Није тачно утврђено нити колико су стари стећци. Постоји више претпоставки од разних аутора, али ни једна од постојећих претпоставки није научно потврђена (нити поречена).
Чак ни сами споменици нису познати ни у иоле широј околини. Већина становника града Теслића, који је удаљен мање од 5 km не зна за њихово постојање. Стећци и околина нису одржавани нити су под заштитом било какве установе која би се бавила сличним историјским знаменитостима.

### Стећак Војводе Момчила
Ово је највећи стећак у групи. Вјерује се да је он надгробни споменик самог Војводе Момчила. Има призматичну основу, правилно израђену од једног комада. Горњи дио споменика има облик правилног саркофага, у облику куће са двокрилним кровом. Обрубљен је 12 cm дебелим округлим рубом. Рубови се завршавају на угловима у камене јабуке. У првој половини двадесетог вијека споменик је дуже вријеме провео оборен на једну страну.
На најистакнутијој страни се види правилно утесана рука од рамена, савијена у лакту, са песницом, која држи топуз или бакљу. Испод песнице са пруженим палцем у вис, налази се држак од топуза. Глава топуза је елиптичног облика са три реда бразда.

### Стећак војводине супруге
Стећак за којег народ неосновано вјерује да је гроб супруге Војводе Момчила Вукосаве мањи је од претходног. Налази се непосредно уз узглавље. Окренут је по дужини у правцу сјевер-југ. Стећак је дугачак 110, широк 80, а висок 180 cm. Преко половине има утесан појас широк 14 cm. Од тог појаса се почиње сужавати и завршава се у облику куполе са истесаном јабуком на врху. Из ње се спуштају на све стране бразде и 14 поља. Даје изглед куполе или капа са спуштеним покривачем. На стећку нема никаквих других орнамената.

### Стећак дјетета
Трећи стећак, који је по народном вјеровању гроб „сина Војводе Момчила“ лежи јужно од главног споменика. По изради је најједноставнији, а по величини најмањи. Израдом је доста сличан првом, али се не свршава у једном шљемену, већ свака страна има облик правилног трапеза. На горњем дијелу правоугаоно-хоризонталног крова истесана је јабука, која има овалан облик. Рубови и овога стећка су обрубљени округло истесаним, 10 cm дебелим рубом. На њему нема никаквога натписа, пи посебне скулптуре.

## Копије Стећака Војводе Момчила у Музеју у Добоју
У лапидаријуму ЈУ Музеја у Добоју (шире познат као Регионални музеј у Добоју) су постављене вијерне копије стећака 2012. године. 
Прва копија једног од три стећка постављена је 6. октобра 2012. године. Копије три стећка израђене су од армираног натур бетона и по изгледу, димензијама и просторном положају одговарају оригиналу. Аутор копије стећака је академски вајар и керамичар Драго Хандановић. Израда је трајала готово годину дана  у сарадњи са стручњацима Музеја у Добоју. Раду у музејској радионици претходио је десетодневни боравак на терену гдје су направили 19 отисака од гипсаних негатива са три стећка. Све три копије се састоје од 19 гипсаних и армираних дијелова. Копије су рађене у ситнозрнастој фракцији, тако да мрежа и квалитет бетона гарантују неограничену трајност стећака.